# Trashes the World
Trashes the World è un film concerto del cantante statunitense Alice Cooper.
Il video documenta il tour mondiale seguito all'album di successo Trash. È stato girato durante i due concerti tenuti alla Gentig Arena di Birmingham, in Inghilterra, nel dicembre del 1989. La maggior parte del filmato è preso dalla prima serata (13 dicembre) mentre altre brevi inquadrature provengono dalla seconda serata (14 dicembre).
I due concerti si svolsero nello stesso periodo in cui Trash riuscì a raggiungere il secondo posto della Official Albums Chart.

## Tracce
1. Trash
2. Billion Dollar Babies
3. I'm Eighteen
4. I'm Your Gun
5. Desperado
6. House of Fire
7. No More Mr. Nice Guy
8. This Maniac's in Love with You
9. Steven
10. Welcome to My Nightmare
11. Ballad of Dwight Fry
12. Gutter Cats Vs The Jets
13. Only Women Bleed
14. I Love the Dead
15. Poison
16. Muscle of Love
17. Spark in the Dark
18. Bed of Nails
19. School's Out
20. Under My Wheels
21. Titoli di coda - Only My Heart Talkin'

## Formazione
- Alice Cooper – voce
- Al Pitrelli – chitarre
- Pete Friesen – chitarre
- Tommy "T-Bone" Caradonna – basso
- Jonathan Mover – batteria
- Derek Sherinian – tastiere